# Тачку на прокачку
Тачку на прокачку (оригинальное название — англ. Pimp My Ride) — телевизионная программа, которая выходила на американском телеканале «MTV». Выпущено 6 сезонов американской версии, 3 английской, 1 сезон международный и 3 балтийских серии, которые тоже можно считать сезоном. Ведущим американской версии является Xzibit (в озвучке Евгения Рыбова), ведущим английской версии — DJ Tim Westwood (англ.).

## Сюжет
В каждом выпуске команде автомехаников и автодизайнеров предстоит отремонтировать и радикально улучшить автомобиль, находящийся в плохом состоянии, но способный ездить. Хозяином автомобиля зачастую является человек с небольшим достатком, которому улучшение автомобиля может помочь в карьерном росте.
Исходя из вкусов и наклонностей обладателя автомобиля, машина подвергается дорогому, но не всегда практичному «прокачиванию». Если автомобиль не подлежит восстановлению, ведущий может подарить герою новую автомашину, которая тоже подвергается тюнингу и рестайлингу. В шоу принимают участие команды из тюнинговых ателье West Coast Customs (WCC) и Galpin Auto Sports (GAS).

## Критика перевода названия
Существует мнение, что «прокачивание» — это слово, ничего не означающее применительно к автомобилям и используемое из-за небрежности переводчика, видимо, перепутавшего слова «pimp» и «pump». Известный переводчик фильмов Д. Ю. Пучков высказывает следующее мнение о названии передачи:

Кстати, известная передача «Тачку на прокачку» — она в оригинале называется Pimp My Ride, что в переводе обозначает «Засутенёрь мою тачилу», то есть сделай так, чтобы моё ведро стало похоже на машину сутенёра — идиотской крикливой раскраски с дегенератскими «фичами», типа игровой приставки в кузове.

## Заметки

### Сезоны 1-4
Основную привлекательность шоу придают задействованные персонажи. Работники West Coast Customs — это эклектический микс таких личностей:
- Владелец Райан (который был заменён добродушным менеджером Кью)
- Сильно пирсингованый специалист по шинам Алекс
- Угрюмый на вид специалист по тканям и интерьеру Иш
- Эксперт в электронике (и возмутительной инженерии) Мэд Майк
- Специалист по аксессуарам, с удачным именем Биг Дейн
- Специалисты по покраске Арен, Бак, 2Shae и Луис. Последний участвовал в последующих сезонах

После третьего сезона, менеджер WCC Кью заявил о том, что не будет больше сниматься в шоу. Он объяснил своё решение расширением бизнеса компании с эксклюзивной мастерской в Сент-Луисе, штат Миссури под названием Coast 2 Coast Customs. Райан Фридлингхаус, владелец WCC, принимал участие в съемках 4 сезона в качестве «управляющего» на обсуждениях команды по модификации входящих автомобилей

### Сезоны 5-6
С начала пятого сезона, шоу переместилось в другой гараж, Galpin Auto Sports (GAS), в связи с тем, что Райан Фридлингхаус, владелец West Coast Customs, переместил свою мастерскую в Корону, штат Калифорния и подписал контракт с другой телевизионной компанией. Однако, в шоу остался Мэд Майк (который уволился из WCC и устроился в GAS), теперь заявлен как «специалист по кастомизации авто». Новое шоу состоит из таких работников GAS:
- «Владелец» Бо Бокманн (в действительности, вице-президент Galpin Auto; владелец Galpin Auto — его отец, Берт Бокманн)
- Эксперт по электронике и «Волшебник проводки» Мэд Майк,
- Специалист по колесам и шинам Джаси,
- Кузов и покраска Луис,
- Специалист по аксессуарам Диджити Дейв,
- Интерьер Рик.
- Слесарь Кейб.
- Магазин Crew Z

## Версии в других странах
- В России на телеканале ТНТ выходила аналогичная программа под названием «Алло, гараж!». Вела программу Анита Цой.
- На Украине в 2006 году выходила оригинальная передача на Новом канале с украинской озвучкой, а позже — на MTV Украина под названием «Повний фарш» (укр. Полный фарш)[3]. Ранее на Новом канале выходила украинская передача с тем же русским названием «Алло, гараж!», ведущим был Евгений Стычкин. Повторные выпуски выходили на Кью-ТБ.

## Видеоигры
По мотивам телепрограммы вышли две видеоигры:
- Pimp My Ride — аркада с элементами экономического симулятора, воссоздающая процесс бизнеса по модификации автомобилей клиентов и, в отличие от шоу, также включающая в себя соревновательный элемент[4];
- Pimp My Ride: Street Racing — аркада, сосредотачивающаяся на уличных гонках и модификации автомобилей[5][6].